# Nery Domínguez
Nery Andrés Domínguez (ur. 9 kwietnia 1990 w Cañada de Gómez) – argentyński piłkarz występujący na pozycji środkowego obrońcy lub defensywnego pomocnika, od 2025 roku zawodnik San Lorenzo.

## Kariera klubowa
Domínguez jako nastolatek trenował w lokalnych szkółkach piłkarskich El Torito, Defensores de América i Santa Teresita, skąd w wieku siedemnastu lat przeniósł się do akademii juniorskiej klubu Rosario Central. Do pierwszej drużyny – występującej wówczas w drugiej lidze argentyńskiej – został włączony pięć lat później, od razu zostając kluczowym zawodnikiem środka pola. Już na koniec swojego debiutanckiego sezonu 2012/2013 awansował z Central do najwyższej klasy rozgrywkowej, w argentyńskiej Primera División debiutując 4 sierpnia 2013 w wygranym 2:0 spotkaniu z Quilmes. Premierowego gola w pierwszej lidze strzelił natomiast 19 października 2014 w wygranych 2:0 derbach miasta z Newell's Old Boys i w tym samym roku dotarł ze swoim zespołem do finału pucharu Argentyny – Copa Argentina. Sukces ten powtórzył również w 2015 roku, zaś ogółem barwy Central reprezentował przez trzy i pół roku jako czołowy gracz ekipy.
Wiosną 2016 Domínguez za sumę 1,1 miliona dolarów przeszedł do meksykańskiego klubu Querétaro FC. W tamtejszej Liga MX zadebiutował 5 lutego 2016 w wygranym 2:1 meczu z Veracruz, natomiast po raz pierwszy wpisał się na listę strzelców 1 kwietnia tego samego roku w wygranym 4:2 pojedynku z Tijuaną. W jesiennym sezonie Apertura 2016 wywalczył z Querétaro puchar Meksyku – Copa MX.

## Statystyki kariery
| Rosario Central | 2012–2013 | Argentyna | Primera B Nacional | 35 | 3 | — | —        | —   | — | —   | 35 | 3 |
| Rosario Central | 2013–2014 | Argentyna | Primera División   | 35 | 0 | — | —        | —   | — | —   | 35 | 0 |
| Rosario Central | 2014      | Argentyna | Primera División   | 12 | 1 | 2 | 0        | CS  | 1 | 0   | 15 | 1 |
| Rosario Central | 2015      | Argentyna | Primera División   | 21 | 2 | 6 | 0        | —   | — | —   | 27 | 2 |
| Querétaro       | 2015–2016 | Meksyk    | Liga MX            | 10 | 1 | — | —        | LMC | 4 | 0   | 14 | 1 |
| Querétaro       | 2016–2017 | Meksyk    | Liga MX            | 0  | 0 | — | —        | —   | — | —   | 0  | 0 |
| Ogółem          |           |           |                    |    |   |   |          |     |   |     |    |   |
| Argentyna       | Argentyna | Argentyna | 103                | 6  | 8 | 0 | CS       | 1   | 0 | 112 | 6  |   |
| Meksyk          | Meksyk    | Meksyk    | 10                 | 1  | — | — | LMC      | 4   | 0 | 14  | 1  |   |
| Ogółem          | Ogółem    | Ogółem    | 113                | 7  | 8 | 0 | CS + LMC | 5   | 0 | 126 | 7  |   |

- CS – Copa Sudamericana
- LMC – Liga Mistrzów CONCACAF